# Proč bychom se netopili

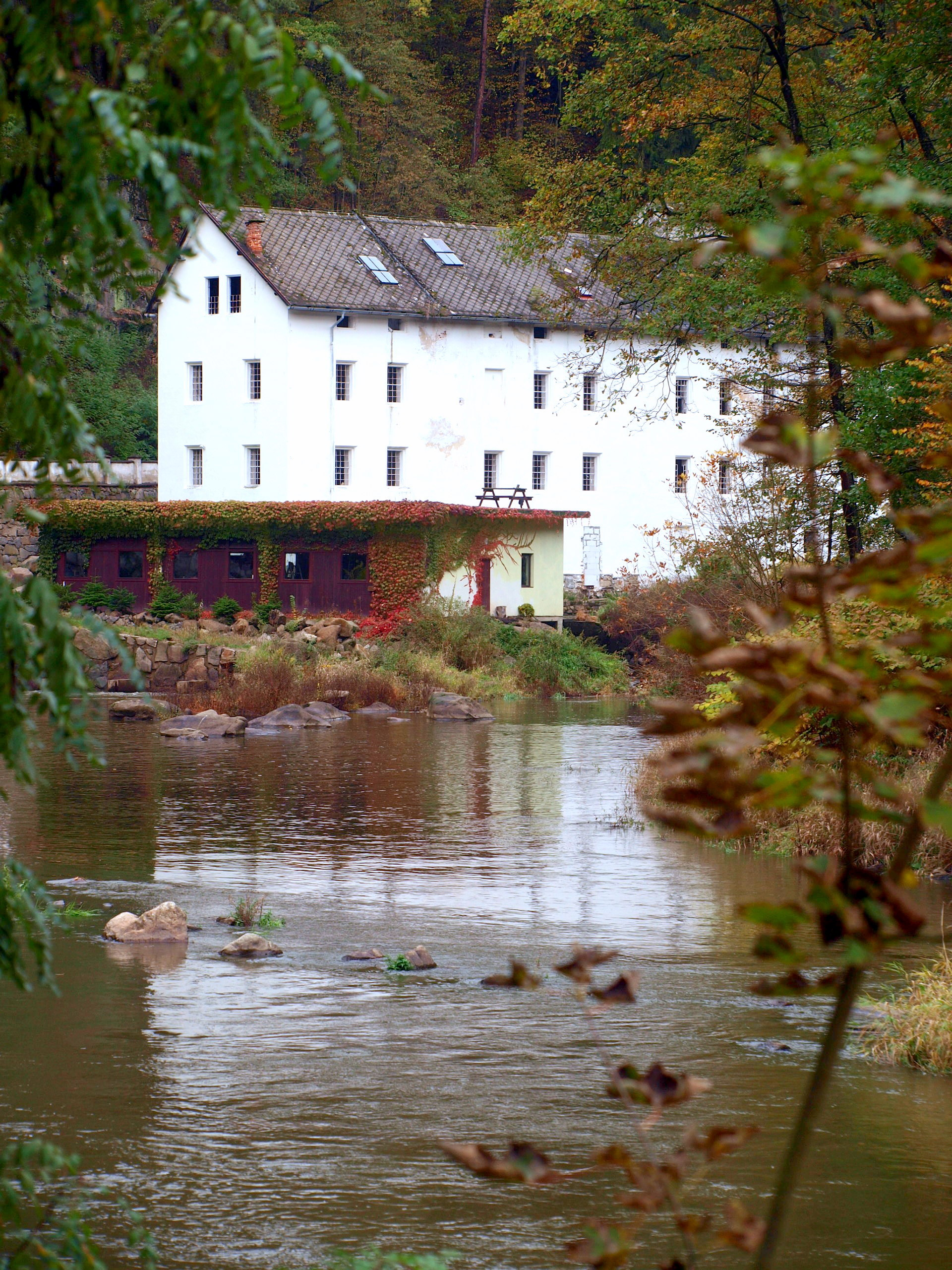
Benešův mlýn na řece Lužnici v Táboře, kde se natáčely některé scény z filmu

Proč bychom se netopili je desetidílný český televizní seriál o partě vodáků. Natočil ho Petr Nikolaev na motivy knih Zdeňka Šmída Proč bychom se netopili aneb Vodácký průvodce pro Ofélii, Proč bychom se netěšili aneb Jak se držet nad vodou a okrajově také Proč bychom se nepotili aneb Jak se chodí po horách. Zdeněk Šmíd se společně s Miroslavem Adamcem přímo podílel na scénáři, děj se však drží knih spíše jen rámcově a uvádí na scénu i některé nové postavy.
Seriál v premiéře vysílala od 26. ledna 2009 Česká televize.

## Obsazení
| Václav Rašilov     | Keny                 |
| Markéta Štechová   | Lucie                |
| Tereza Kostková    | Lída                 |
| Radek Zima         | Sumec                |
| Lukáš Vaculík      | Křižák               |
| Markéta Frösslová  | Dana                 |
| Jiří Ployhar       | Otouš                |
| Zuzana Kajnarová   | Gábina               |
| Branislav Polák    | Bongo                |
| Kateřina Janečková | Maruška              |
| Jitka Ježková      | Jitka                |
| Petr Lněnička      | Petr                 |
| Markéta Coufalová  | Alena                |
| Roman Štabrňák     | Richard              |
| Ivana Stejskalová  | Nina                 |
| Petr Nárožný       | hospodský            |
| Arnošt Goldflam    | vodácký bůh Melounek |

## Seznam dílů
1. Vyplouváme
2. Maruška
3. Tajemná žebrovka
4. Anděl na vodě
5. Vzpoura háčků
6. Vodácký ráj
7. Vodácká svatba
8. Křižákův návrat
9. Návrat háčků
10. Poslední plavba